# Sniażana Ciszkiewicz
Sniażana Ciszkiewicz (ur. 22 października 1989) – białoruska wioślarka.

## Osiągnięcia
- Mistrzostwa Europy – Ateny 2008 – dwójka podwójna wagi lekkiej – 7. miejsce[1].
- Mistrzostwa Świata U-23 – Račice 2009 – czwórka podwójna wagi lekkiej – 5. miejsce[1].